# Immunoelettroforesi

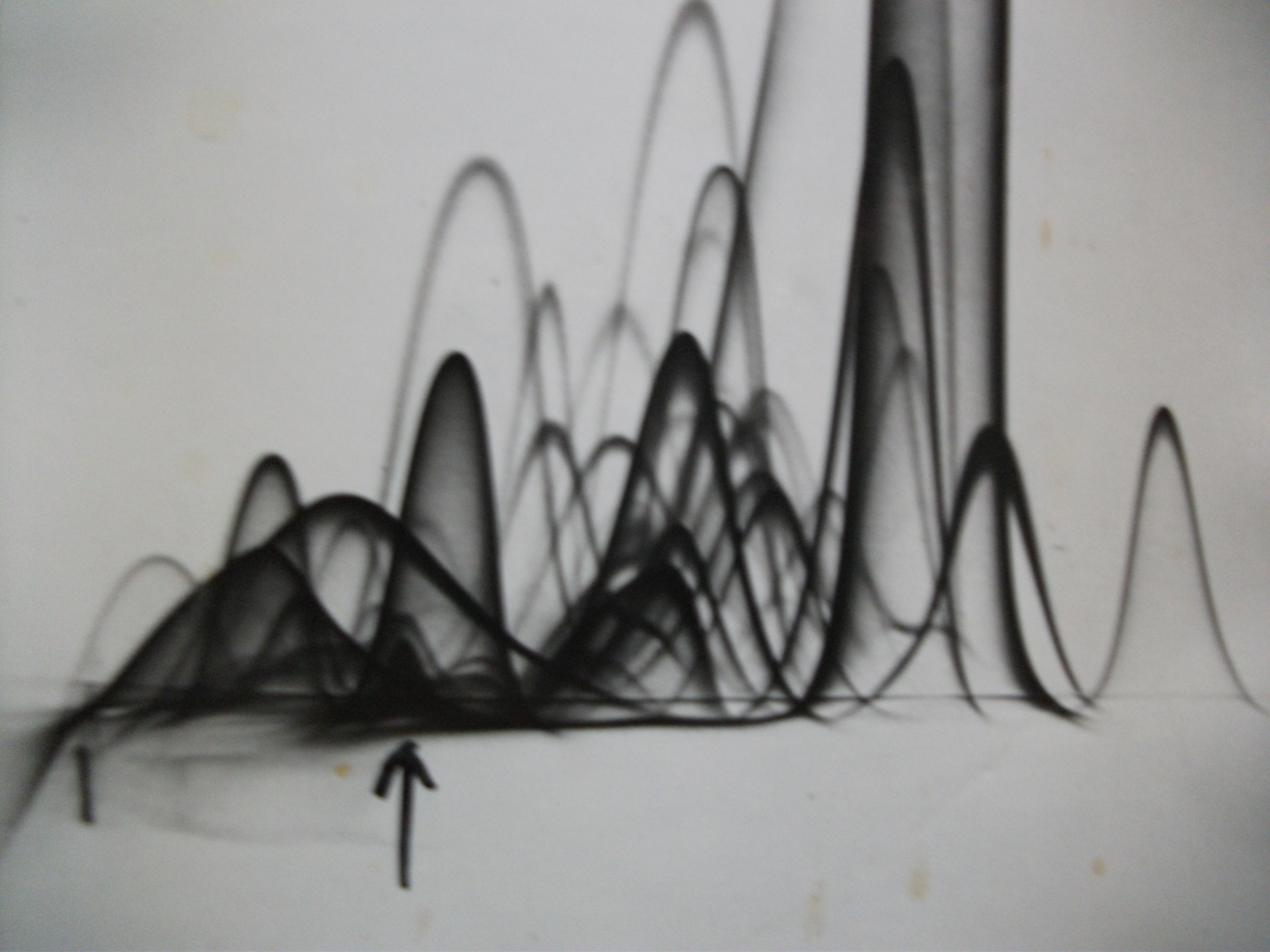
Immunoelettroferogramma

L'immunoelettroforesi (di Grabar) è una tecnica analitica che combina la normale elettroforesi su gel di agarosio con una reazione di diffusione ed immunoprecipitazione (metodo di Ouchterlony).
Fasi:
- 1) Corsa elettroforetica del siero con formazione delle bande;
- 2) Si pratica una fessura longitudinale, parallela alla direzione della corsa elettroforetica;
- 3) Si riempie la fessura con un siero animale immunizzato contro le sieroproteine umane.

Il risultato è la formazione, l'ispessimento e/o la curvatura di "archi di precipitazione" in corrispondenza delle varie porzioni della banda gamma, indice della maggiore o minore presenza di ciascun tipo di immunoglobulina.
Infatti, dalla fessura laterale, l'antisiero diretto contro la proteina umana oggetto di studio diffonde con un fronte piano di concentrazione verso la banda proteica elettroforetica. Come noto, la precipitazione dei complessi antigene-anticorpo avviene quando le concentrazioni molari dei due reagenti sono paragonabili (zona di equivalenza): non in presenza di un eccesso di antingene, né di un eccesso di anticorpo. Pertanto, nel luogo dei punti in cui i rispettivi processi diffusivi attraverso il gel di agarosio dell'antisiero e delle proteine umane raggiungono la medesima concentrazione, si assiste ad una precipitazione di immunocomplessi, che si evidenzia come un archetto sul gel. Come ovvio, tale archetto sarà tanto più vicino al solco laterale dell'antisiero quanto maggiore sarà la concentrazione della proteina in studio.

## Esempi applicativi
Le tecniche di immunoelettroforesi trovano ad esempio applicazione nella caratterizzazione della natura molecolare delle componenti monoclonali delle MGUS e del mieloma multiplo, in alternativa o in aggiunta all'immunofissazione, potendo stabilirne la classe anticorpale (IgG, IgA, IgM, Bence-Jones). In tale caso, gli antisieri posti a reagire nel solco attiguo alla corsa elettroforetica riconoscono specificamente le porzioni costanti o delle IgG, o delle IgA, o delle catene leggere (kappa o lambda). Mentre si formeranno delle strisce irregolari di precipitato per la policlonalità delle immunoglobuline normali, il reagente specifico per la classe della componente monoclonale evidenzierà un archetto ben definito.